# Jeden Abend um acht
Jeden Abend um acht (Originaltitel: Every Night at Eight) ist eine US-amerikanische Musicalkomödie aus dem Jahr 1935 von Raoul Walsh mit George Raft und Alice Faye in den Hauptrollen. Das Drehbuch basiert auf der Kurzgeschichte Three on a Mike von Stanley Garvey. Den Verleih übernahm Paramount Pictures.

## Handlung
Die Sängerinnen Susan Moore, Dixie Foley und Daphne O’Connor, die für die „Huxleys Mint Julep Company“ arbeiten, werden gefeuert, als Huxley sie dabei erwischt, wie sie während der Arbeitszeit ein Plattenalbum aufnehmen. Ohne Geld fahren die Mädchen per Anhalter vom Strand nach Hause und werden aus ihrer Wohnung geworfen, weil sie die Miete nicht zahlen können. Nachdem sie am Abend eine Anzeige für einen Talentwettbewerb im Radio gesehen haben, kommen die Mädchen in Badeanzügen und Regenmänteln im Studio an und stellen sich als „The Three Harmonizers“ vor. Während ihres Vorsingens wird Susan vor Hunger ohnmächtig und Tops Cardona und seine Band gewinnen den Wettbewerb. Tops nimmt die Mädchen zum Abendessen mit und begleitet sie, während sie im Restaurant singen. Er bietet ihnen an, sie berühmt zu machen.
Die Mädchen wohnen in Tops‘ Wohnung und nachdem er ihr Manager geworden ist, nennt er sie „The Swanee Sisters“, obwohl sie nicht aus dem Süden stammen. Bald tritt das Trio in schicken Clubs auf und verdient gut. In der Hoffnung, einen gut zahlenden Werbetreibenden dazu zu bringen, die Mädchen in ihrer eigenen Show zu sponsern, überzeugt Tops eine Rundfunkgesellschaft, sie im Radio zu präsentieren. Nachdem Tops den Erkennungssong der Mädchen, Every Night at Eight, geschrieben hat, gewinnt er Huxley als Sponsor. Als Huxley herausfindet, dass die Swanee Sisters die Mädchen sind, die er gefeuert hat, versöhnen sie sich und arbeiten gemeinsam an der „Huxley Mint Julep Hour“. Tops sendet jeden Abend um acht Uhr eine Live-Show mit 7.000 Zuschauern.
Nach sechs Monaten auf Sendung sind die Mädchen reich und berühmt, aber unglücklich, weil Tops ihnen verbietet, sich zu verabreden. Während einer Probe von Susans Lied I’m in the Mood for Love bittet Tops um mehr Gefühle, ohne zu wissen, dass Susan in ihn verliebt ist, und bringt sie zum Weinen. Genervt nehmen die Mädchen eine Einladung an, sich der Elite der Park Avenue bei einer Yachtparty anzuschließen, obwohl das bedeutet, dass sie Tops und die Vorstellung des Abends verlassen werden. Auf der Party mischen sich die Mädchen unter reiche Snobs, die Tops vulgär nennen und die „Swanee Sisters“ beleidigen. Im Radio hören die Mädchen, wie Tops die Show mit verwirrter Traurigkeit darüber ankündigt, dass die Mädchen fehlen, und sie eilen rechtzeitig zurück ins Studio, um die Show mit Susans Liebeslied zu beenden. Diesmal singt sie es für Tops und er liebt es. Er verabschiedet sich von dem Publikum als die beiden „Swanee Sisters“ und Mr. und Mrs. Cardona.

## Hintergrund
Eine Werbeanzeige für den Film enthält ein Dankesschreiben von Produzent Walter Wanger an Jack Robbins für seine „großartige Zusammenarbeit und wertvollen Vorschläge“. Robbins war Leiter der „Robbins Music Corp“., die die Songs im Film veröffentlichte.
Alice Fayes Figur wird in zahlreichen zeitgenössischen Kritiken „Dixie Dean“ genannt, im Abspann wird sie jedoch als „Dixie Foley“ aufgeführt. In mehreren Kritiken wird Harry Barris‘ Figur als „Snorky“ aufgeführt, obwohl er im Film und im Abspann als Harry bezeichnet wird. Faye war angeblich damit einverstanden, im Film eine schwarze Perücke zu tragen, aber das Studio wollte nicht, dass sie ihr blondes Leinwandimage opferte. Teile des Films wurden vor Ort in der Nähe des Coldwater Canyon, nördlich des Santa Monica Boulevards in Los Angeles, gedreht.
Alexander Toluboff oblag die künstlerische Leitung. Eric Stacey arbeitete als Regieassistent.
Der Film war das Filmdebüt der Radiosängerin Frances Langford, die ihr Erkennungslied I’m in the Mood for Love sang, das von Jimmy McHugh und Dorothy Fields komponiert wurde. Von McHugh, Fields und George Oppenheimer stammten zudem die Songs Take It Easy, Speaking Confidentially, Every Night at Eight und I Feel a Song Coming On. Ted Fiorito, Frances Langsford und Sam M. Lewis schufen den Song Then You’ve Never Been Blue.

## Veröffentlichung
Die Premiere des Films fand am 2. August 1935 statt. 1936 kam er in Österreich in die Kinos. In der Bundesrepublik Deutschland wurde er am 30. September 1976 im deutschen Fernsehen ausgestrahlt.

## Kritiken
Der Kritiker der The New York Times schrieb, der größte Teil des Humors entstehe durch die Schwierigkeiten, in die die Mädchen geraten. Es gebe keine emotionalen Szenen und so gut wie keine Liebesgeschichten. Der Film sei einfach, unbeschwert und unprätentiös. Und schließlich bewege er sich in einem so flüssigen, angenehmen Tempo, dass es, obwohl er 78 Minuten dauere, nicht viel länger erscheine als ein durchschnittlicher Zweiakter.
Der Kritiker des TV Guide sah eine sympathische Musicalkomödie, die viel Geschichte und Musik in nur 80 Minuten packe.
Das Lexikon des internationalen Films schrieb: „Zwischen Hollywood-Kitsch und satirischen Seitenhieben auf Werbemethoden pendelnde schwungvolle Komödie.“